# Medalha de Ouro da Generalidade da Catalunha
A Medalha de Ouro da Generalidade da Catalunha (oficialmente, em catalão, Medalla d'Or de la Generalitat de Catalunya) é a máxima distinção honorífica outorgada pela Generalidade da Catalunha, com a qual se distingue a pessoas ou entidades que tenham destacado pelo seu trabalho nos âmbitos político, social, económico, cultural ou científico, ajudando a incrementar e difundir o património cultural da Catalunha. A Medalha de Ouro é, juntamente com a Creu de Sant Jordi, e o Prémio Internacional Catalunha, as distinções concedidas por mérito civil na Catalunha.
A medalha foi criada em 1978 durante o breve período entre a restauração da Generalitat depois do franquismo e a aprovação do Estatuto de Autonomia da Catalunha de 1979. A breve e ambígua redação da época de Josep Tarradellas foi reformulado em 2004 para clarificar o seu uso.

## Atribuição
A concessão da Medalha de Ouro pode ser proposta pelo Presidente da Generalidade ou qualquer um dos membros do Governo da Catalunha. A Secretaria Geral do Departamento da Presidência realiza o expediente onde se avaliam os méritos e posteriormente eleva a proposta ao Governo, que é quem toma a decisão final. Depois de tomada a decisão, é entregue a 11 de setembro, aquando da celebração do Dia Nacional da Catalunha, a Diada, e é entregada pelo Presidente da Generalidade num ato solene.
Sem dotação económica este galardão tem um caráter estritamente honorífico. As individualidades distinguidas com a Medalha de Ouro têm direito a receber o tratamento de «Excelentíssimo/a Senhor/a» nos atos oficiais que se realizam na Catalunha, de forma vitalícia.

## Desenho
A Medalha de Ouro da Generalidade tem as características seguintes:
É de ouro maciço de quarenta e nove milímetros de diâmetro e traz um cordão para ser imposta. O peso total é de quarenta e cinco gramas. No anverso figuram em semicírculo as letras "Generalitat de Catalunya" e o símbolo da Generalidade da Catalunha em relevo. No reverso figuram desenhadas em semicírculo as letras "Medalha de Ouro" e o símbolo da Generalitat.
Ao espaço inferior da Medalha grava-se o nome e os apelidos da pessoa galardoada e o Decreto.
A Medalha de Ouro é apresentada no seu correspondente estojo juntamente com o botão de lapa que é a réplica do anverso da Medalha de 17 milímetros de diâmetro, também de ouro maciço.

## Premiados
| Edição | Ano  | Condecorado                                          | Campo                                        |
| ------ | ---- | ---------------------------------------------------- | -------------------------------------------- |
| 1ª     | 1978 | Joan Miró                                            | Pintura                                      |
| 2ª     | 1979 | Pau Casals, a título póstumo                         | Música                                       |
| 3ª     | 1980 | Josep Pla                                            | Literatura                                   |
| 3ª     | 1980 | Salvador Espriu i Castelló                           | Literatura                                   |
| 3ª     | 1980 | Joan Coromines                                       | Filologia                                    |
| 3ª     | 1980 | Frederic Mompou                                      | Música                                       |
| 4ª     | 1981 | Joan Rebull                                          | Escultura                                    |
| 4ª     | 1981 | Josep Vicenç Foix                                    | Literatura                                   |
| 4ª     | 1981 | Josep Lluís Sert                                     | Arquitetura                                  |
| 4ª     | 1981 | Salvador Dalí                                        | Pintura                                      |
| 5ª     | 1982 | Montserrat Caballé                                   | Música                                       |
| 5ª     | 1982 | Victoria de los Ángeles                              | Música                                       |
| 5ª     | 1982 | Apel·les Fenosa                                      | Escultura                                    |
| 6ª     | 1983 | Joan Fuster                                          | Literatura                                   |
| 6ª     | 1983 | Francesc de Borja Moll                               | Literatura e filologia                       |
| 6ª     | 1983 | Antoni Tàpies                                        | Pintura                                      |
| 6ª     | 1983 | Alicia de Larrocha                                   | Música                                       |
| 7ª     | 1984 | Josep Carreras                                       | Música                                       |
| 7ª     | 1984 | Antoni Clavé                                         | Pintura                                      |
| 8ª     | 1985 | Juan Antonio Samaranch                               | Esporte                                      |
| 8ª     | 1985 | Miquel Batllori                                      | Religião e história                          |
| 9ª     | 1986 | Frederic Marès                                       | Escultura, pedagogia e história              |
| -      | 1987 | Não se realizou                                      |                                              |
| 10ª    | 1988 | Federico Mayor Zaragoza                              | Política                                     |
| 10ª    | 1988 | Raimon Noguera                                       | Notaría                                      |
| 10ª    | 1988 | Joan Sardà i Dexeus                                  | Economia                                     |
| 10ª    | 1988 | Miquel Coll i Alentorn                               | Política                                     |
| -      | 1989 | Não se realizou                                      |                                              |
| 11ª    | 1990 | Ramon Aramon                                         | Literatura e filologia                       |
| 12ª    | 1991 | Narciso Jubany Arnau                                 | Religião                                     |
| -      | 1992 | Não se realizou                                      |                                              |
| 13ª    | 1993 | Ramon Roca-Puig                                      | Religião                                     |
| -      | 1994 | Não se realizou                                      |                                              |
| -      | 1995 | Não se realizou                                      |                                              |
| -      | 1996 | Não se realizou                                      |                                              |
| 14ª    | 1997 | Jaume Aragall                                        | Música                                       |
| 14ª    | 1997 | Raimon Pelegero                                      | Música                                       |
| 14ª    | 1997 | Mosteiro de Montserrat                               | Religião                                     |
| -      | 1998 | Não se realizou                                      |                                              |
| 15ª    | 1999 | Miquel Martí i Pol                                   | Literatura                                   |
| 15ª    | 1999 | Xavier Montsalvatge                                  | Música                                       |
| 16ª    | 2000 | Pierre Vilar                                         | História                                     |
| 16ª    | 2000 | Josep Benet                                          | Literatura                                   |
| 17ª    | 2001 | Joan Triadú                                          | Literatura                                   |
| 17ª    | 2001 | Hospital da Santa Cruz e São Paulo                   | Sanidade                                     |
| 17ª    | 2001 | Jordi Carbonell                                      | Filologia e política                         |
| -      | 2002 | Não se realizou                                      |                                              |
| 18ª    | 2003 | Josep Maria Castellet                                | Literatura                                   |
| 18ª    | 2003 | Francesc Candel                                      | Literatura                                   |
| 18ª    | 2003 | Ramón Margalef i López                               | Ciência e ecologia                           |
| 18ª    | 2003 | Joaquim Molas                                        | Literatura                                   |
| 18ª    | 2003 | Antoni Pladevall                                     | Literatura                                   |
| 19ª    | 2004 | Joan Oró                                             | Ciência                                      |
| 20ª    | 2005 | Gregorio López Raimundo                              | Política                                     |
| 20ª    | 2005 | Joan Reventós i Carner, a título póstumo             | Política                                     |
| 20ª    | 2005 | La Caixa - Caixa Económica e de Pensões de Barcelona | Banca                                        |
| 21ª    | 2006 | Antoni Gutiérrez Díaz                                | Política                                     |
| 22ª    | 2007 | Pasqual Maragall                                     | Política                                     |
| 22ª    | 2007 | Jordi Pujol                                          | Política                                     |
| 23ª    | 2008 | Montserrat Carulla                                   | Atuação                                      |
| 23ª    | 2008 | Moisès Broggi                                        | Medicina                                     |
| 24ª    | 2009 | Povo mexicano                                        | Acolhida de exilados catalães e republicanos |
| 24ª    | 2009 | Corpo de Bombeiros da Generalidade da Catalunha      | Serviço                                      |
| 25ª    | 2010 | Jordi Solé Tura, a título póstumo                    | Política                                     |
| 25ª    | 2010 | Instituto de Estudos Catalães                        | Cultura                                      |
| 25ª    | 2010 | Mosteiro de Poblet                                   | Religião                                     |
| 26ª    | 2011 | Heribert Barrera, a título póstumo                   | Política                                     |
| 27ª    | 2012 | Josep Maria Ainaud de Lasarte                        | História e política                          |
| 27ª    | 2012 | Antoni Maria Badia i Margarit                        | Filologia e linguística                      |
| 28ª    | 2013 | Lluís Martínez Sistach                               | Religião                                     |
| 28ª    | 2013 | Max Cahner i Garcia, a título póstumo                | Filologia e política                         |
| 28ª    | 2013 | Oriol Bohigas i Guardiola                            | Arquitetura                                  |
| 29ª    | 2014 | Jordi Savall                                         | Música                                       |
| 30ª    | 2015 | Neus Català i Pallejà                                |                                              |
| 30ª    | 2015 | Josep Maria Espinàs i Massip                         | Literatura                                   |
| 30ª    | 2015 | Joan Rodés i Teixidor                                | Medicina                                     |
| 31ª    | 2016 | Muriel Casals i Couturier, a título póstumo          | Economia e política                          |
| -      | 2017 | Não se realizou                                      |                                              |
| 32ª    | 2018 | Carme Forcadell                                      | Direitos Humanos e Política                  |
| 32ª    | 2018 | Carles Viver i Pi-Sunyer                             | Direitos Humanos e Política                  |
| 32ª    | 2018 | RCR Arquitectes                                      | Arquitetura e Arte                           |